# Kagoshima
La ciudad de Kagoshima (鹿児島市 Kagoshima-shi?) es la ciudad capital de la prefectura de Kagoshima, sobre la región de Kyushu en la isla de Kyushu, al suroeste de Japón.
Se estimaba que el 1 de enero de 2005 la ciudad tenía 605 650 habitantes, lo que representa una densidad de población de 1107,81 personas por km². Su extensión es de 546,71 km². La ciudad es apodada "Nápoles de Oriente" por su localización en una bahía (Caldera Aira), su clima templado y su localización junto al estratovolcán Sakurajima, parecido al Vesubio.

## Clima
| Parámetros climáticos promedio de Kagoshima, Kagoshima (1981-2010) | Parámetros climáticos promedio de Kagoshima, Kagoshima (1981-2010) | Parámetros climáticos promedio de Kagoshima, Kagoshima (1981-2010) | Parámetros climáticos promedio de Kagoshima, Kagoshima (1981-2010) | Parámetros climáticos promedio de Kagoshima, Kagoshima (1981-2010) | Parámetros climáticos promedio de Kagoshima, Kagoshima (1981-2010) | Parámetros climáticos promedio de Kagoshima, Kagoshima (1981-2010) | Parámetros climáticos promedio de Kagoshima, Kagoshima (1981-2010) | Parámetros climáticos promedio de Kagoshima, Kagoshima (1981-2010) | Parámetros climáticos promedio de Kagoshima, Kagoshima (1981-2010) | Parámetros climáticos promedio de Kagoshima, Kagoshima (1981-2010) | Parámetros climáticos promedio de Kagoshima, Kagoshima (1981-2010) | Parámetros climáticos promedio de Kagoshima, Kagoshima (1981-2010) | Parámetros climáticos promedio de Kagoshima, Kagoshima (1981-2010) |
| Mes                                                                | Ene.                                                               | Feb.                                                               | Mar.                                                               | Abr.                                                               | May.                                                               | Jun.                                                               | Jul.                                                               | Ago.                                                               | Sep.                                                               | Oct.                                                               | Nov.                                                               | Dic.                                                               | Anual                                                              |
| ------------------------------------------------------------------ | ------------------------------------------------------------------ | ------------------------------------------------------------------ | ------------------------------------------------------------------ | ------------------------------------------------------------------ | ------------------------------------------------------------------ | ------------------------------------------------------------------ | ------------------------------------------------------------------ | ------------------------------------------------------------------ | ------------------------------------------------------------------ | ------------------------------------------------------------------ | ------------------------------------------------------------------ | ------------------------------------------------------------------ | ------------------------------------------------------------------ |
| Temp. máx. abs. (°C)                                               | 23.9                                                               | 24.1                                                               | 27.6                                                               | 30.2                                                               | 31.6                                                               | 34.5                                                               | 36.6                                                               | 37.0                                                               | 35.7                                                               | 32.4                                                               | 29.5                                                               | 24.7                                                               | 37.0                                                               |
| Temp. máx. media (°C)                                              | 12.8                                                               | 14.3                                                               | 17.0                                                               | 21.6                                                               | 25.2                                                               | 27.6                                                               | 31.9                                                               | 32.5                                                               | 30.1                                                               | 25.4                                                               | 20.3                                                               | 15.3                                                               | 22.8                                                               |
| Temp. media (°C)                                                   | 7.0                                                                | 8.4                                                                | 12.5                                                               | 16.9                                                               | 20.8                                                               | 24.0                                                               | 28.1                                                               | 28.5                                                               | 26.1                                                               | 21.2                                                               | 15.9                                                               | 10.6                                                               | 18.6                                                               |
| Temp. mín. media (°C)                                              | 4.6                                                                | 5.7                                                                | 8.4                                                                | 12.7                                                               | 17.1                                                               | 21.0                                                               | 25.3                                                               | 25.6                                                               | 22.8                                                               | 17.5                                                               | 11.9                                                               | 6.7                                                                | 14.9                                                               |
| Temp. mín. abs. (°C)                                               | -5.7                                                               | -6.7                                                               | -3.9                                                               | -1.0                                                               | 3.9                                                                | 9.0                                                                | 15.9                                                               | 16.5                                                               | 9.3                                                                | 2.6                                                                | -1.5                                                               | -5.5                                                               | -6.7                                                               |
| Precipitación total (mm)                                           | 77                                                                 | 112                                                                | 179                                                                | 204                                                                | 221                                                                | 452                                                                | 318                                                                | 223                                                                | 210                                                                | 101                                                                | 92                                                                 | 71                                                                 | 2265                                                               |
| Nevadas (cm)                                                       | 3                                                                  | 1                                                                  | 0                                                                  | 0                                                                  | 0                                                                  | 0                                                                  | 0                                                                  | 0                                                                  | 0                                                                  | 0                                                                  | 0                                                                  | 1                                                                  | 4                                                                  |
| Días de precipitaciones (≥ 1.0 mm)                                 | 8.9                                                                | 8.8                                                                | 12.9                                                               | 10.4                                                               | 10.0                                                               | 14.6                                                               | 11.2                                                               | 10.5                                                               | 10.2                                                               | 7.2                                                                | 7.3                                                                | 7.7                                                                | 119.8                                                              |
| Días de nevadas (≥ 1 mm)                                           | 2.3                                                                | 1.8                                                                | 0.5                                                                | 0.0                                                                | 0.0                                                                | 0.0                                                                | 0.0                                                                | 0.0                                                                | 0.0                                                                | 0.0                                                                | 0.0                                                                | 0.8                                                                | 5.4                                                                |
| Horas de sol                                                       | 136.9                                                              | 129.1                                                              | 145.7                                                              | 160.5                                                              | 171.0                                                              | 122.4                                                              | 191.1                                                              | 206.7                                                              | 168.8                                                              | 183.4                                                              | 152.0                                                              | 151.3                                                              | 1918.9                                                             |
| Humedad relativa (%)                                               | 65                                                                 | 66                                                                 | 69                                                                 | 71                                                                 | 71                                                                 | 78                                                                 | 76                                                                 | 76                                                                 | 73                                                                 | 70                                                                 | 69                                                                 | 69                                                                 | 71                                                                 |
| Fuente:                                                            |                                                                    |                                                                    |                                                                    |                                                                    |                                                                    |                                                                    |                                                                    |                                                                    |                                                                    |                                                                    |                                                                    |                                                                    |                                                                    |

## Educación

### Universidades
- Universidad de Kagoshima

## Ciudades hermanadas
- Nápoles (Italia, desde el 3 de mayo de 1960).
- Tsuruoka (Japón, desde el 7 de noviembre de 1969).
- Perth (Australia, 23 de abril de 1974).
- Changsha (China, desde el 30 de octubre de 1982).
- Miami (Estados Unidos, desde el 1 de noviembre de 1990).